# Civilization (sorozat)
A Civilization egy körökre osztott stratégiai számítógépes játék-sorozat, amelynek első része 1991-ben jelent meg. A legelső részt még Sid Meier kezdte el fejleszteni, a későbbi epizódok során elsősorban kreatív tanácsadóként közreműködött, illetve az egyes részek címében a "Sid Meier's" kitétel is szerepel, mint egyfajta márkanév. Jelenleg hat része van, de számos kiegészítő és spin-off játék is készült, ahogy társasjátékok is. A sorozatot tartják a 4X stratégiák (eXplore, eXpand, eXploit, eXterminate) atyjának.
A sorozat mindegyik része hasonló játékmenettel bír. Lényege egy civilizáció menedzselése makroszinten az őskortól a közeli jövőig. A program körökre osztott, egy körön belül lehet fejlesztéseket eszközölni, lépni az egységekkel, vagy tárgyalásokat kezdeményezni más civilizációkkal. Emellett kutatásokat is lehet folytatni, amelyeket a játékos választ ki. A legtöbb játékban többféle módon is elérhető a győzelem: a hagyományosnak mondható katonai mellett gazdasági, kulturális, diplomáciai, sőt vallási úton is. Általában véve minden újabb részről elmondható, hogy egyharmad részben megtart valamennyit a már létező funkciókból, egy másik egyharmadot továbbfejleszt, és újabb harmad erejéig pedig új dolgokat tartalmaz.A  A legújabb részekhez már letölthető tartalmak is elérhetőek.
Az első részt Meier még a MicroProse berkein belül fejlesztette. Amikor a céget felvásárolta a Spectrum Holobyte, Meier és társai elmentek és megalapították a Firaxis nevű céget, amely a második rész után az összes epizódot fejlesztette. A kilencvenes évek végén a névjogok miatt kialakult egy vita, hogy ki használhatja a Civilization elnevezést, de ez megoldódott megegyezések és felvásárlások útján. Jelenleg a Firaxis mellett a Take-Two rendelkezik a játékok szellemi tulajdonával.

## Története

### Fejlesztés a MicroProse-nál (1989-1996)
| 1991      | Civilization               |
| 1992–1993 |                            |
| 1994      | Sid Meier's Colonization   |
| 1995      | CivNet                     |
| 1996      | Civilization II            |
| 1997–1998 |                            |
| 1999      | Sid Meier’s Alpha Centauri |
| 2000      |                            |
| 2001      | Civilization III           |
| 2002–2004 |                            |
| 2005      | Civilization IV            |
| 2006      | CivCity: Rome              |
| 2007      |                            |
| 2008      | Civilization Revolution    |
| 2009      |                            |
| 2010      | Civilization V             |
| 2011–2013 |                            |
| 2014      | Civilization: Beyond Earth |
| 2014      | Civilization Revolution 2  |
| 2015      |                            |
| 2016      | Civilization VI            |
| 2017–2024 |                            |
| 2025      | Civilization VII           |

Sid Meier és Bill Stealey 1982-ben alapították meg a MicroProse nevű fejlesztőcéget, hogy repülőgépszimulátorokat és katonai stratégiai játékokat készítsenek. 1989 körül Meiernek megtetszettek az akkoriban felfutóban lévő "istenszimulátor" műfaj, jelesül a Populous és a SimCity játékai. Utóbbi esetében jött rá arra, hogy egy játék akkor is lehet érdekes és izgalmas, ha nem kell benne rombolni. Egy, a cégnél csak nemrég kezdő újonccal, az Avalon Hill társasjátékgyártó cégtől érkező Bruce Shelley-vel közösen kezdtek új játékokon dolgozni. Első játékok az 1990-es Railroad Tycoon volt, amelyet az Avalon Hill által fejlesztett 1830: The Game of Railroads and Robber Barons inspirált. Meier olyan játékon törte a fejét, amelyben egyesíteni lehetett a világ meghódítását a Rizikó nevű társasjátékkal, az 1970-es években népszerű Empire című számítógépes játékkal, és mindezt egy technológiai fával megtámogatva. Meier és Shelley titokban készítették a játék prototípusát, mielőtt bemutatták volna a vezetőségnek – ebből lett az első Civilization, mely 1991 szeptemberében jelent meg. A játék címét a fejlesztés kései szakaszában találták ki, és felmerült, hogy az 1980-as, szintén az Avalon Hill gondozásában megjelent társasjátékkal való névazonosság okán jogi problémák merülhetnek fel. Habár Sid Meier szerint a társasjáték nem volt közvetlen inspiráció a fejlesztés során, a MicroProse biztos, ami biztos alapon inkább licenszelte a névjogokat. A játék címe elé odakerült a "Sid Meier's" kitétel, hogy megkülönböztessék a cég többi játékától, amelyek gyakorlatilag kivétel nélkül szimulátorok voltak – egyben ez az elnevezés egyfajta márkanévként is szolgált már akkor is és a későbbiek során is. Meier fenntartásai ellenére belekerült a játékba a modok használatának lehetősége is.
A Civilization sikerét követően Meier hasonló játékokat szeretett volna fejleszteni, ami nem igazán tetszett Bill Stealeynek, aki azt szerette volna, hogy a MicroProse csináljon további repülőgépszimulátorokat. Meier ekkor már nem volt a MicroProse tulajdonosa, hanem csak megbízási jogviszonyban dolgozó alkalmazott, mert eladta a saját részvényeit Stealeynek. 1994-ben megjelent a Sid Meier's Colonization, amelyen egy másik újonccal, Brian Reynolds-szal közösen dolgozott. Ez a játék a Civilization-höz hasonló volt, azonban az Újvilág felfedezésére korlátozódott. Meier a fejlesztés alatt álló Civilization II stafétabotját átadta Reynolds-nak (megmaradva a tanácsadó ötletgazda szerepében), amely az első olyan Meier-játék volt, amely folytatás, és amely legalább két kiegészítőt kapott.

### A Firaxis megalapítása (1996-2001)
Miután a MicroProse a repülőgépszimulátorokkal a játékkonzolok és a játéktermi gépek felé mozdult el, kockázatot vállalt, és nem is jött be: a cég eladósodott. Stealey ahelyett, hogy nyilvánosan befektetőket keresett volna, inkább eladta az egész céget 1993-ban a Spectrum Holobyte-nak, majd ő maga is kiszállt belőle. A kezdetekben a MicroProse függetlenül működött a Spectrum Holobyte-on belül, 1996-ra azonban a két cégnél átalakítások kezdődtek, és csak a MicroProse elnevezést tartották meg. Ez azzal is együtt járt, hogy számos munkahelyet meg kellett szüntetniük, így Meier, Reynolds, és harmadik társuk, Jeff Briggs is elhagyták a céget, és megalapították a Firaxist.
A Firaxis számos játékot adott ki Meier neve alatt, az első ilyen volt a Sid Meier's Gettysburg! 1997-ben. Mivel nem rendelkeztek a Civilization névjogaival, ezért más megközelítést alkalmaztak: 1999-ben elkészült a Sid Meier's Alpha Centauri, mely a játékok folytatása volt a világűrben.

### Névjogi viták az Activisionnel és az Avalon Hill-lel
Még mielőtt a számítógépes játék megjelent volna, 1980-ban megjelent egy ugyanilyen című társasjáték a Hartland Trefoil gondozásában, Francis Tresham fejlesztésében, amelyet amerikai terjesztésre az Avalon Hill licenszelt. A kettő közt sok hasonlóság volt, például mindkettőben volt technológiai fa, és bár Meier azt állította, hogy ő maga is játszott ezzel a játékkal, azt is hozzátette, hogy jóval kisebb hatással volt rá, mint akár a SimCity vagy az Empire. Mindenesetre a MicroProse jobbnak látta licenszelni a nevet az Avalon Hill-től.
1997 áprilisában az Activision megszerezte a Civilization névjogok használatát, novemberben pedig ők és az Avalon Hill közösen beperelték a MicroProse-t. Azt állították, hogy a MicroProse kizárólag az első Civilization vonatkozásában használhatta volna ezt a nevet, de több játékban nem, kifejezetten a Civilization II esetében nem. Válaszul decemberben a MicroProse felvásárolta a Hartland Trefoilt, amellyel jogosultságot szereztek a Civilization névvel való rendelkezésre, és 1998 januárjában viszontkeresetet nyújtottak be megtévesztő reklám, tisztességtelen verseny, védjegybitorlás és tisztességtelen kereskedelmi gyakorlat miatt – tették ezt azért, mert az Activision már fejlesztette a saját játékát.
1998 júliusában bíróságon kívül sikerült a feleknek rendezni az ügyet. Ennek keretében a MicroProse rendelkezett a névjogok felől, az Avalon Hill-nek 411 ezer dollárt kellett fizetnie, az Activision pedig licenszet kapott arra, hogy 1999 áprilisában megjelentesse a "Civilization: Call To Power" című játékukat. Az Avalon Hill mindezt elfogadta, ugyanis már ekkor napirendre került, hogy a Hasbro Interactive felvásárolja őket is és a MicroProse-t is. Erre egy hónappal később sor is került, így a Hasbro lett a névjogok tulajdonosa.

### Az Infogrames kiadásában (2001-2004)
2001 januárjában a francia Infogrames felvásárolta a Hasbro Interactive-ot is, 100 millió dollár ellenében. Az üzlet része volt a Civilization játékok kiadásának joga, az Atari márkanév használata, és a Hasbro saját kézikonzoljának gyártási joga. 2003 májusában az Infogrames hivatalosan is Atarira változtatta a nevét. Amíg ők voltak a kiadó, náluk jelent meg 2001-ben a Civilization III, és annak két kiegészítője. A vezető fejlesztő Jeff Briggs volt, Soren Johnson közreműködésével.

### A Take-Two tulajdonában (2004-)
2004-ben 22,3 millió dollár ellenében a Take-Two vásárolta meg a Civilization névjogokat. 2005 októberében a kiadó egyik alvállalata, a 2K Games gondozásában jelent meg a Civilization IV. Ekkorra forrott ki Meier elképzelése, mely szerint a játékok minden új epizódja úgy készül, hogy egyharmad részt megtartanak a régi mechanizmusokból, egyharmad részt továbbfejlesztenek, és újabb egyharmad pedig újdonság lesz.
2005 novemberében a Take-Two felvásárolta a Firaxist 26,7 millió dollárért, így egy kézben egyesültek a fejlesztők és a kiadó. Azóta a cég több epizódot is kiadott: a játéksorozat ötödik, hatodik és hetedik részét, a konzolokra és hordozható gépekre fejlesztett Civilization Revolution-t, valamint az Alpha Centauri újrafeldolgozását, a Civilization: Beyond Earth-t.

## A sorozat részei
- Civilization (1991)
- Civilization II (1996)
  - Civilization II: Conflicts in Civilization (1996), Civilization II kiegészítő.
  - Civilization II: Fantastic Worlds (1997), Civilization II második kiegészítő.
- Civilization II: Test of Time (1999), a Civilization II alapjaira épült, de a Civilization III felé mutat. Többféle játékmód (fantasy, sci-fi, normál), animált egységek.
- Civilization III (2001)
  - Civilization III: Play the World (2002), Civilization III többjátékos kiegészítő.
  - Civilization III: Conquests (2003),  Civilization III második kiegészítő.
- Civilization IV (2005)
  - Civilization IV: Warlords (2006), Civilization IV kiegészítő.
  - Civilization IV: Beyond the Sword (2007), Civilization IV második kiegészítő.[20]
- Civilization IV: Colonization (A CivIV alapjaira építkező, de az alapjáték nélkül játszható kiegészítő, melyben az amerikai kolóniák történetét játszhatjuk végig a gyarmatosítástól kezdve egészen a függetlenségi háborúig.)
- Civilization Revolution (2008) konzolos
- Civilization V (2010)
  - Civilization V: Gods & Kings (2012)
  - Civilization V: Brave New World (2013)
- Civilization Revolution 2 (2014)
- Civilization: Beyond Earth (2014)
  - Civilization: Beyond Earth – Rising Tide (2015)
- Civilization VI (2016)
- Civilization VII (2025)

### Kapcsolódó játékok
- FreeCiv
- Civilization: Call To Power
- C-evo
- Call to Power II
- FreeCol
- Civilization Online
- CivilizationEDU

## Játékmenet
A sorozat minden részében egy telepessel kezdünk, emellett – verziótól függően – lehet más egységünk is (másik telepes, munkás, felfedező). A telepes fő funkciója a városalapítás, de az első két részben a munkás feladatait (út-, csatorna-, repülőbázis-, erődépítés, bányászat, ill. egyéb területátalakítások) is ez látja el. Az alapított városban és a térképen elszórtan elhelyezkedő falvakban juthatunk újabb telepeshez.
A városban képezhetünk különféle egységeket (telepes, munkás, felfedező, transzport-, illetve harcosegységek), vagy emelhetünk épületeket. Az épületek elsősorban a város termelését, védelmét stb. befolyásolják, de a világ-, valamint a harmadik résztől a kis csodák az egész civilizációra kihatnak, amellett, hogy a játék végén, az összegzéskor pont jár értük. A játék célja alapvetően a civilizáció felvirágoztatása, minél több város alapítása, ezek fejlesztése, a terület növelése, illetve ennek védelmére megfelelő hadsereg felállítása. A játékban lehetőség van az ellenség városainak elfoglalására/elpusztítására, de ez nem feltétlenül szükséges a győzelemhez.

### Angolul
- Sid Meier's Civilization – Official Site – hivatalos weboldal
- Civilization Fanatics Center – kiegészítők, fórumok
- GamaSutra history of Civilization
- The Civilization Wiki

### Magyarul
- Magyar Civilization Fórum